# Abies ziyuanensis
Espèce
Synonymes
- Abies dayuanensis Q.X.Liu, 1988

Statut de conservation UICN

 EN B1ab(iii); C2a(i) : En danger
Abies ziyuanensis est une espèce de conifères de la famille des Pinaceae.